# Myrmecium trifasciatum
Myrmecium trifasciatum là một loài nhện trong họ Corinnidae.
Loài này thuộc chi Myrmecium. Myrmecium trifasciatum được Lodovico di Caporiacco miêu tả năm 1947.